# Rönök
Rönök (németül: Radling, szlovénül: Renik, vendül: Rönik) község Vas vármegye Szentgotthárdi járásában.

## Fekvése
Szentgotthárdtól 7 kilométerre északkeletre, a Lahn-patak partján fekszik, a 8-as főút mellett. Fontos útja még a 7453-as út, amely Őriszentpéterrel köti össze. Áthalad a településen a Szombathely–Szentgotthárd-vasútvonal, amelynek vasútállomása is van itt; Alsórönök vasútállomás közúti megközelítését a 7453-asból kiágazó, 74 326-os számú mellékút biztosítja.

## Története
1336-ban Ryunuk néven említi először oklevél. Neve szláv eredetű lehet. Az egyik változat szerint a ribnik (= halastó) főnévből, a másik szerint a Rudnik szláv helynévből, melynek előzménye a ruda (= érc) főnév származik. 1336-ban már külön említik Alsó- és Felsőrönököt is Olsowryunuk, Felseuryunuk alakban. 1360-ban Runuk, 1413-ban Rednek, 1415-ben Rewnek, 1422-ben Renuk néven említik oklevelek. A 15. század folyamán a Szentmihályi (1413.), Hermáni (1415.), mezőlaki Zámbó (1422.) és Hosszutóti (1464-1516.) családok birtokában találjuk; 1427-28-ban pedig Németújvárhoz számítják.
1533-ban pestis pusztított a faluban. Lakói részt vettek az 1763-ban a robot és az elviselhetetlen terhek miatt kitört nyugat-dunántúli parasztlázadásban. 1787-ben a II. József által elrendelt népszámlálás Alsórönökön 495 lakost talált. 1804-ben a nemesi összeírásban 497 lakost számláltak.
Vályi András szerint "Alsó, és Felső Rönök. Elegyes faluk Vas Várm. Alsónak földes Urai B. Sennyei, és több Uraságok, fekszik Rába Sz. Mihályhoz közel, mellynek filiája; Felsőnek pedig Gr. Batthyáni, és több Uraságok, ez fekszik Német Újvárhoz mintegy mértföldnyire; réttyeik jó szénát teremnek, legelőjök, és fájok is elég van, szőlő hegyek meglehetős, eladásra módgyok a’ szomszédságokban."
Fényes Elek szerint "Alsó-Rőnök, Unter-Radling, magyar–német falu, Vas vmegyében, a gréczi postautban, ut. p. Rába-Sz.-Mihály 1 óra: 587 kath., 16 evang. lak. Határa jó búza termő; bora, gyümölcse, erdeje van. F. u. gr. Zichy Herman."
"Felső-Rőnök, német falu, Vas vmegyében, az elébbeni falu mellett, 618 kath. lak., paroch. templommal. A németujvári uradalomhoz tartozik.
" 
Vas vármegye monográfiájában "Alsó-Rönök, 150 házzal és 969 németajkú lakossal. Vallásuk r. kath. és ág. ev. Vasúti megállóhely a gráczi vasút mentén; postája és távírója Rátót. A községben két iskola van és faiskolát is nevelnek. Utolsó földesura a báró Sennyey -család volt.
"  "Felső-Rönök, nagy falu a gráczi vasút mellett; lakosai német-ajkúak. Van a községben 178 ház és 980 r. kath. és ág. ev. vallású lakos. Postája Rába-Füzes, távírója Szt.-Gotthárd."
1910-ben Alsórönöknek 483, Felsőrönöknek 851, túlnyomóan német lakosa volt. Mindkét település Vas vármegye Szentgotthárdi járásához tartozott.
A mai település 1950-ben két község, Alsórönök  és Felsőrönök egyesüléséből jött létre. Korábban szórványközségek voltak, a házak egymástól távol helyezkedtek el. A lakosok száma 450 fő. 1946-ban a falvak német lakosságának 90%-át kitelepítették. A porták jó része a határsávon belülre került, ahol a civil lakosság jelenléte 40 éven keresztül zavaró volt, így a hegyvidéken házak már nem maradtak. A német lakosság a hienc dialektust beszélte.
2021. június 3-ától gyorsforgalmi úton is elérhető – egyben mentesült az átmenő forgalomtól is – miután átadták az M80 autóút első szakaszát.

## Közélete

### Polgármesterei
- 1990–1994: Monek Vilmos (független)[9]
- 1994–1998: Tóka Ferenc (független)[10]
- 1998–2002: Leopold Ferenc (független)[11]
- 2002–2006: Leopold Ferenc (független)[12]
- 2006–2010: Hegyi László (Fidesz-KDNP)[13]
- 2010–2014: Pékó Tamás Lajos (független)[14]
- 2014–2019: Pékó Tamás Lajos (független)[15]
- 2019–2024: Pékó Tamás Lajos (független)[16]
- 2024– : Pékó Tamás Lajos (független)[1]

## Népesség
A település népességének változása:
| Lakosok száma | 417  | 422  | 409  | 367  | 357  | 349  | 341  |
|               | 2013 | 2014 | 2015 | 2021 | 2022 | 2023 | 2024 |

A 2011-es népszámlálás során a lakosok 79,7%-a magyarnak, 8,5% németnek, 3,9% cigánynak, 0,7% szlovénnek mondta magát (20,3% nem nyilatkozott; a kettős identitások miatt a végösszeg nagyobb lehet 100%-nál). A vallási megoszlás a következő volt: római katolikus 67,9%, evangélikus 1%, református 0,5%, felekezet nélküli 3,1% (27,3% nem nyilatkozott).
2022-ben a lakosság 91%-a vallotta magát magyarnak, 13,4% németnek, 9% szlovénnek, 3,1% cigánynak, 0,6% egyéb, nem hazai nemzetiségűnek (8,1% nem nyilatkozott; a kettős identitások miatt a végösszeg nagyobb lehet 100%-nál). Vallásuk szerint 62,5% volt római katolikus, 1,1% református, 0,6% görög katolikus, 0,3% evangélikus, 2,2% egyéb keresztény, 2,5% egyéb katolikus, 2% felekezeten kívüli (28,9% nem válaszolt).

## Nevezetességei

### Szent Imre-templom
A templom helyén egy 800 éves Árpád-kori templom állt. Az ősi templom 1898. utolsó vasárnapján egy viharban annyira megrongálódott, hogy le kellett bontani. Az új templomot Ludwig Schöne bécsi építész tervezte, alapkövét 1902. november 9-én tették le, felszentelése 1904. pünkösdvasárnapján volt. Hossza és magassága 35 méter, szélessége 15 méter. 
A trianoni békeszerződés után a templom csupán néhány méterre került az új határtól. Sorsában 1945 után kedvezőtlen fordulat következett, mivel határsávba került és a határ közelsége miatt megtiltották a híveknek a templom látogatását. Berendezését elvitték és az épületet sorsára hagyták. A templomot a határőrség használta magasfigyelőként. 
A szomszédos burgenlandi települések népe szomorú szemmel nézte a templom pusztulását és amikor már a politikai helyzet lehetővé tette mozgalom indult a templom megmentésére. Bizottság alakult, melynek jelszava: "Mentsétek meg a Szent Imre templomot". 1990. évi március 12-én Szombathelyen a Magyar Köztársaság Kormánya és az Osztrák Köztársaság kormányai külön államközi egyezményt kötöttek arról, hogy az osztrák állampolgárok „a C 92 határkőnél külön erre a célra megnyitott átjárónál” is megközelíthetik a Szent Imre templomot, és oda vámmentesen szállíthatnak építési anyagokat. A helyreállítási munkák 1990 szeptemberében kezdődtek. A torony keresztjét II. János Pál pápa 1990. augusztus 19-én szombathelyi látogatásakor áldotta meg. A felújított templomot 1992. szeptember 22-én szentelték fel.

### Galéria, Szent Imre-templom
- Rönök, Szent Imre-templom
- Így nézett ki a Szent Imre-templom a kádári időkben
- A Szent Imre-templom szentélye a felújítás után
- Szent Imre-templom
- Szent Imre-templom
- A templom előtt a határ
- A templom előtt a határ
- A templom előtt a határ
- Az 1956-os emlékmű a templom mellett
- Utcakép a haranglábbal